# Iêmen nos Jogos Olímpicos de Verão de 2012
Iémen (português europeu) ou Iêmen (português brasileiro) enviou uma equipe de quatro atletas para competir nos Jogos Olímpicos de Verão de 2012, em Londres, na Grã-Bretanha.

## Desempenho

### Atletismo(2 atletas)
Masculino
| Atleta                  | Evento | Preliminares | Preliminares | Quartas | Quartas | Semifinais  | Semifinais  | Final       | Final       |
| Atleta                  | Evento | Marca        | Posição      | Marca   | Posição | Marca       | Posição     | Marca       | Posição     |
| ----------------------- | ------ | ------------ | ------------ | ------- | ------- | ----------- | ----------- | ----------- | ----------- |
| Nabil Mohammed Al-Garbi | 1500 m | 3m55s46      | 41º          |         |         | Não avançou | Não avançou | Não avançou | Não avançou |

Feminino
| Atleta                 | Evento | Preliminares | Preliminares | Quartas | Quartas | Semifinais  | Semifinais  | Final       | Final       |
| Atleta                 | Evento | Marca        | Posição      | Marca   | Posição | Marca       | Posição     | Marca       | Posição     |
| ---------------------- | ------ | ------------ | ------------ | ------- | ------- | ----------- | ----------- | ----------- | ----------- |
| Fatima Sulaiman Dahman | 100 m  | 13s95        | 31º          |         |         | Não avançou | Não avançou | Não avançou | Não avançou |

### Judô(1 atleta)
Masculino
| Atleta       | Evento | Primeira fase            | Oitavas                | Quartas                | Semifinal              | Repescagem             | Repescagem             | Repescagem             | Final                  |
| Atleta       | Evento | Primeira fase            | Oitavas                | Quartas                | Semifinal              | 1ª fase                | Quartas                | Semifinal              | Final                  |
| Atleta       | Evento | Adversário e resultado   | Adversário e resultado | Adversário e resultado | Adversário e resultado | Adversário e resultado | Adversário e resultado | Adversário e resultado | Adversário e resultado |
| ------------ | ------ | ------------------------ | ---------------------- | ---------------------- | ---------------------- | ---------------------- | ---------------------- | ---------------------- | ---------------------- |
| Ali Khousrof | -60 kg | MON Siccardi D 0012–0101 | Não avançou            | Não avançou            | Não avançou            | Não avançou            | Não avançou            | Não avançou            | Não avançou            |

### Taekwondo(1 atleta)
Masculino
| Atleta           | Evento | Primeira fase          | Oitavas                | Quartas                | Semifinal              | Repescagem             | Repescagem             | Final                  |
| Atleta           | Evento | Primeira fase          | Oitavas                | Quartas                | Semifinal              | 1ª fase                | Semifinal              | Final                  |
| Atleta           | Evento | Adversário e resultado | Adversário e resultado | Adversário e resultado | Adversário e resultado | Adversário e resultado | Adversário e resultado | Adversário e resultado |
| ---------------- | ------ | ---------------------- | ---------------------- | ---------------------- | ---------------------- | ---------------------- | ---------------------- | ---------------------- |
| Tameem Al-Kubati | -58 kg | DOM Mercedes V 8–3     | COL Oviedo D 2–14      | Não avançou            | Não avançou            | Não avançou            | Não avançou            | Não avançou            |